# Zozocolco de Hidalgo
Zozocolco egy település Mexikó Veracruz államának középső részén. 2010-ben lakossága meghaladta a 3200 főt. Turisztikai értékei miatt a Mexikói Turisztikai Titkárságtól megkapta a Pueblo Mágico kitüntető címet.

## Földrajz
A település Veracruz állam középső részén, Poza Rica de Hidalgo városától közel 50 km távolságra fekszik, Puebla állam határától nem messze egy hegyvidéki területen, amely a Keleti-Sierra Madre hegység egyik nyúlványa. A domborzat következtében utcahálózata is bonyolult, sok szűk, lejtős, kanyargós utcával rendelkezik. A térségben az évi átlaghőmérséklet 22 °C, a csapadék mennyisége 1600 mm/év körüli.

## Népesség
A település népessége a közelmúltban szinte folyamatosan növekedett:
| Év   | Lakosság |
| ---- | -------- |
| 1990 | 2786     |
| 1995 | 2909     |
| 2000 | 3298     |
| 2005 | 3103     |
| 2010 | 3221     |

## Története
Neve két részből tevődik össze: a Zozocolco szó a navatl nyelvből ered, és jelentése „agyagkorsókban”, a de Hidalgo utótagot pedig a függetlenségi hős, Miguel Hidalgo y Costilla tiszteletére kapta. Már a spanyol gyarmati korszakban a környék jelentős települése volt, ezt többek között a 16. és 18. század között épült templomai bizonyítják. A Matamoros utca hídját 1925-ben avatták fel, 1927-ben lekövezték az utcákat és a járdákat, 1929-ben pedig felavatták a toronyórát.

## Turizmus, látnivalók

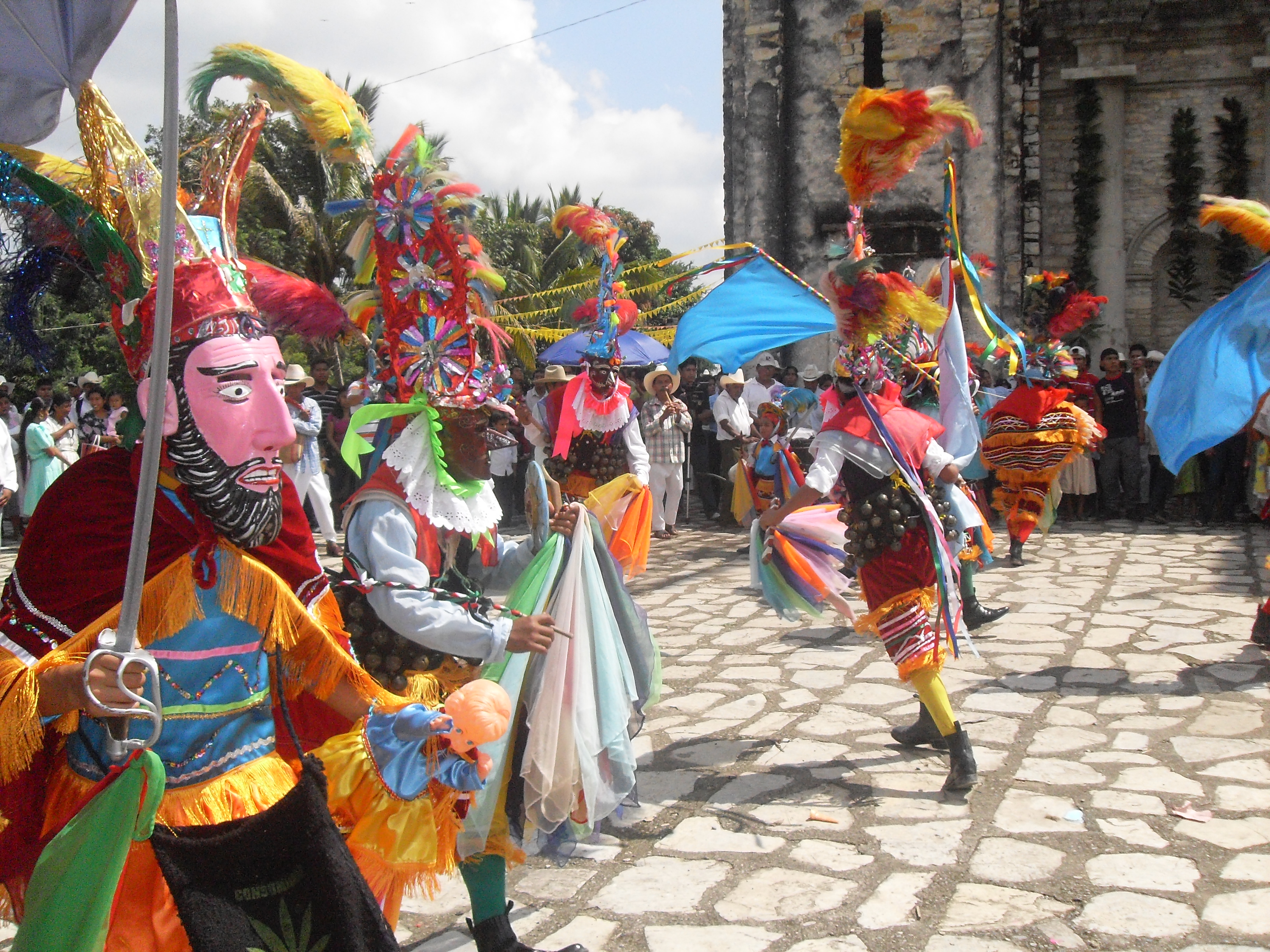
Táncosok a minden évben megrendezett fesztiválon

A szép természeti környezetben fekvő település fő látnivalói a több évszázados, még a gyarmati korból származó épületek, amelyek többnyire a környékből származó világos színű, faragott kőből épültek. A Szent Mihály-templomot a 16. században építették a térségben hittérítő munkát végző ferencesek, belsejében több igen régi és értékes retabló látható. A falu környékén több kisebb vízesés vonzza a túrázókat.
A település legnagyobb fesztiválja is Szent Mihály napjához, szeptember 29-hez kapcsolódik: ekkor körmeneteket és táncos-zenés mulatságokat rendeznek, megjelennek a bikaviadorok, és előadják a voladorok táncát is. Hasonló rendezvényt tartanak december 8-án is, novemberben pedig olyan fesztivált rendeznek, ahol kisebb-nagyobb, köztük hatalmas, akár 20 méter magas, színes krepp-papírból kézzel készített légballonokat eresztenek a magasba a templom előtti téren.